# Michel Honaker
Michel Honaker, né le 6 juin 1958 à Mont-de-Marsan, est un romancier français, spécialisé dans la littérature populaire et la littérature d'enfance et de jeunesse.

## Biographie
« Après des études hôtelières, il choisit de se consacrer à l'écriture ».
En 1978, il signe son premier roman aux Éditions Fleuve Noir, Planeta non grata, un récit de science-fiction fantastique. Dans les années 1980, il fait partie avec Serge Brussolo, Pierre Pelot et Michel Pagel de la jeune génération des collections anticipation et espionnage de cet éditeur pour lequel il écrit une trentaine de romans avant de se tourner vers la littérature pour la jeunesse, où il s'impose comme auteur de récits d'aventures et fantastiques : La Sorcière de midi, Le Prince d'Ebène, Croisière en meurtre majeur font rapidement de lui un auteur à succès. Il reçoit de nombreux prix dont le Totem au salon du livre et de la presse jeunesse en 1993 pour Croisière en meurtre majeur, un roman policier historique pour la jeunesse où « le jeune Sylvain enquête en compagnie de Tchaïkovski sur l'étrange disparition d'un passager lors d'une croisière ».
Tout en restant fidèle au fantastique et à l'anticipation, l'auteur explore le genre policier, et le sous-genre du roman policier historique. Il publie en outre neuf biographies de compositeurs de musique classique chez Rageot Éditeur.
Honaker est un autodidacte qui aime composer des personnages sombres et inquiétants, complexes dans leurs relations, comme Ebenezer Graymes de la série du Le Commandeur - son « double », dit-il.
À ce jour auteur de plus d'une centaine d'ouvrages parus chez Hachette, Gallimard, Flammarion, Rageot et Magnard, il est traduit dans une douzaine de langues, dont le chinois et le russe.[réf. nécessaire]

## Œuvre

### Romans

#### SérieLe Commandeur(Le Chasseur noirchez Flammarion)
1. Le Démon du Bronx, édition Média 1000, 1988 ; réédition sous le titre Bronx ceremonial, Fleuve noir, coll. « Anticipation » no 1723, 1989 ; réédition sous le titre Magie  de sang, édition Média 1000, 1988 ; réédition sous le titre The Verb of Life, Fleuve noir, coll. « Anticipation » no 1735, 1990 ; réédition sous le titre La Créature du néant, Rageot, coll. « Cascade policier », 1997
2. La Maison des cauchemars, édition Média 1000, 1988 ; réédition sous le titre Evil Game, Fleuve noir, coll. « Anticipation » no 1783, 1990 ; réédition sous le titre Le Grand Maître des mémoires, Rageot, coll. « Cascade policier », 1997
3. Return of Emeth, Fleuve noir, coll. « Anticipation » no 1748, 1990
4. King of Ice, Fleuve noir, coll. « Anticipation » no 1759, 1990 ; réédition sous le titre Le Chant de la reine froide, Rageot, coll. « Cascade policier », 1996
5. Secret of Bashamay, Fleuve noir, coll. « Anticipation » no 1771, 1990 ; réédition entièrement révisée sous le titre Les Ombres du destin, Rageot, coll. « Cascade policier », 1998
6. Troll, Fleuve noir, coll. « Anticipation » no 1783, 1990 ; réédition sous le titre Le Cachot de l’enfer, Rageot, coll. « Cascade policier », 1998
7. Apocalypse Junction, Fleuve noir, coll. « Anticipation » no 1810, 1991 ; réédition sous le titre Rendez-vous à Apocalypse, Rageot, coll. « Cascade policier », 1997
8. Dark Spirit, Fleuve noir, coll. « Anticipation » no 1822, 1991 ; réédition sous le titre Le Sortilège de la dame blanche, Rageot, coll. « Cascade policier », 1998
9. Les Morsures du passé, Rageot, coll. « Cascade policier », 1997
10. Terminus Vampire City, Rageot, coll. « Cascade policier », 1998
11. Le Danseur des marais, Rageot, coll. « Cascade policier », 1999
12. Les Larmes de la mandragore, Rageot, coll. « Cascade policier », 2000
13. Péril Ange Noir, Rageot, coll. « Cascade policier », 2000
14. Le Serment du diable, Rageot, coll. « Cascade policier », 2002 ; réédition sous le titre Chasseur noir, Flammarion, 2008
15. Le Seigneur des cauchemars, Rageot, coll. « Cascade policier », 2003
16. Le cérémonial des ombres, Flammarion, 2009
17. L'Enchanteur de sable, Flammarion, 2010

#### SérieVorkul(Vorkeulchez Flammarion)
1. Le Chant du Vorkul, éditions du Fleuve noir, coll. « Anticipation » no 1441, 1986 ; réédition sous le titre Le Chant du Vorkeul, Flammarion, coll. « Flammarion Tribal », 1999
2. Le Rêve du Vorkul, éditions du Fleuve noir, coll. « Anticipation » no 1496, 1986 ; réédition sous le titre Le Rêve du Vorkeul, Flammarion, coll. « Flammarion Tribal », 1999
3. La Haine du Vorkul, éditions du Fleuve noir, coll. « Anticipation » no 1575, 1987 ; réédition sous le titre La Haine du Vorkeul, Flammarion, coll. « Flammarion Tribal », 1999

#### SérieLe Chevalier de Terre-Noire
1. L'Adieu au domaine, Rageot, coll. « Cascade pluriel », 1991 ; réédition, Rageot coll. « Cascade pluriel », 1994 ; réédition sous le titre Terre noire, tome 1 : Les Exilés du Tsar, Flammarion 2009
2. Le Bras de la vengeance, Rageot, coll. « Cascade pluriel », 1991 ; réédition sous le titre Terre noire, Tome 2 : Le Bras de la vengeance, Flammarion 2009
3. Les Héritiers du secret, Rageot, coll. « Cascade pluriel », 1993 ; réédition sous le titre Terre noire, Tome 3 : Les Héritiers du secret, Flammarion 2010

#### SérieParsifal Crusader
1. Parsifal Crusader et l’Hydre de Tswamba Salu, Fleuve noir, coll. « Aventures et Mystères » no 1, 1995
2. Parsifal Crusader et la Couronne de sang, Fleuve noir, coll. « Aventures et Mystères » no 9, 1995
3. Parsifal Crusader et la Forteresse de glace, Fleuve noir, 1996
4. Parsifal Crusader et la Citadelle de cristal, Fleuve noir, coll. « SF » no 1, 1997

#### SérieOdyssée
1. La Malédiction des pierres noires, Flammarion, coll. « Grand Format », 2006
2. Les Naufragés de Poséidon, Flammarion, coll. « Grand Format », 2006
3. Le Sortilège des ombres, Flammarion, coll. « Grand Format », 2006
4. La Guerre des dieux, Flammarion, coll. « Grand Format », 2007

#### SérieLes Survivants de Troie
1. Le Prince sans couronne, Flammarion, 2008
2. La Forteresse des Oracles, Flammarion, 2008

#### Autres romans
- La Chair à espions, éditions du Fleuve noir, coll. « Espionnage » no 1712, 1983
- Planeta non grata, éditions du Fleuve noir, coll. « Anticipation » no 1194, 1983
- La Ballade du Voivode, éditions du Fleuve noir, coll. « Espionnage » no 1768, 1984
- El Borracho, éditions du Fleuve noir, coll. « Espionnage » no 1796, 1985
- Jeu dur, éditions du Fleuve noir, coll. « Espionnage » no 1828, 1985
- Le Semeur d’ombres, éditions du Fleuve noir, coll. « Anticipation » no 1377, 1985
- Lumière d’abîme, éditions du Fleuve noir, coll. « Anticipation » no 1402, 1985
- Foutue Neige, éditions du Fleuve noir, coll. « Espionnage » no 1850, 1986
- Canyon rouge, éditions du Fleuve noir, coll. « Gore » no 40, 1987
- Terminus sanglant, éditions du Fleuve noir, coll. « Gore » no 54, 1987
- Building, éditions du Fleuve noir, coll. « Anticipation » no 1523, 1987
- Manhattan Dry, éditions du Fleuve noir, coll. « Noire », no 9, 1988
- Enfer et Purgatoire, éditions du Fleuve noir, coll. « Anticipation » no 1693, 1989
- Le Fouilleur d'âme, éd. Patrick Siry, coll. « Science-Fiction » no 3, 1988  (ISBN 2-7391-0002-7); rééd. Fleuve noir, coll. « Anticipation » no 1835, 1991
- L’Oreille absolue, éditions du Fleuve noir, coll. « Anticipation » no 1863, 1992
- Transgenic World, Rageot, coll. « Romans poche » no 112, 2006
- La nuit appartient au tigre, éditions Denöel, 2016

### Ouvrages de littérature d'enfance et de jeunesse

#### SérieSylvain
1. Croisière en meurtre majeur, Rageot, coll. « Cascade policier », 1993
2. Assassinat rue Morskaïa, Rageot, coll. « Heure noire », 2004

#### SérieRocambole (2002-2005)
1. Rocambole et le Spectre de Kerloven, Gallimard, coll. « Hors-piste » no 4, 2002
2. Rocambole et les Marionnettes de la Mort, Gallimard coll. « Hors-piste » no 13, 2003
3. Rocambole et le Pacte de sang, Gallimard, coll. « Hors-piste » no 19, 2004
4. Rocambole et le Diable de Montrouge, Gallimard, coll. « Hors-piste » no 25, 2005
5. Rocambole et la Sorcière du Marais, Gallimard, coll. « Hors-piste » no 32, 2005

#### SérieChasseur noir
1. Chasseur noir, Flammarion, coll. « Tribal », 2008
2. Le Cérémonial des ombres, Flammarion, coll. « Tribal », 2009
3. L'Enchanteur de sable, Flammarion, coll. « Tribal », 2010

#### SérieL'Agence Pinkerton
1. L'Agence Pinkerton, tome 1 : Le Châtiment des Hommes-tonnerre, Flammarion, 2011
2. L'Agence Pinkerton, tome 2 : Le Rituel de l'ogre rouge, Flammarion, 2011
3. L'Agence Pinkerton, tome 3 : Le Complot de la dernière aube, Flammarion, 2012
4. L'Agence Pinkerton, tome 4 : Le Totem du peuple sans ombre, Flammarion, 2013

#### SérieHercule
1. L’Héritier de la foudre, Flammarion, 2011
2. La Sentence de Delphes, Flammarion, 2011
3. La Révolte des Titans, Flammarion, 2012

#### SérieYakusa Gokudo
1. Yakusa Gokudo, tome 1 : Les Otages du Dieu-dragon, Flammarion, 2013

#### Autres ouvrages de littérature d'enfance et de jeunesse
- La Sorcière de midi, Rageot, coll. « Cascade policier », 1991
- Erwan le maudit, Rageot, coll. « Cascade pluriel », 1995 ; réédition, coll. « Cascade policier », 2006
- Le Prince d’ébène, Rageot, coll. « Cascade pluriel », 1996 ; réédition, Rageot, coll. « Cascade 11-13 », 2002 ; réédition, Rageot, coll. « Romans. Fantastique » no 124, 2006
- Le Coq à la crête d’or, Rageot, coll. « Cascade contes », 1993
- Le Démon de San Marco, Rageot, coll. « Cascade policier », 1997 ; réédition sous le titre Mortelle Venise, Rageot, 2011
- Intelligence Building, Flammarion, coll. « Tribal », 1999
- Taxiphobie, Flammarion-Père Castor, coll. « Castor poche » no 688, 1999
- Esteban du désert rouge, Flammarion-Père Castor, coll. « Castor poche » no 626, 1998
- Le Baron Ténèbre, Flammarion-Père Castor, coll. « Castor poche » no 668, 1998
- Les Buveurs de rêves, Flammarion-Père Castor, coll. « Castor poche » no 740, 2000
- Nobody mange la nuit, Hachette, coll. « Vertige » no 1129, 2001 ; réédition, Hachette, coll. « Le Livre de poche. Jeunesse » no 1019, 2004
- Dutton Memory, détective fantôme, Hachette, coll. « Le Livre de poche. Jeunesse » no 785, 2002
- Le Bourreau de la pleine lune, Gallimard, coll. « Hors-piste » no 9, 2003
- Le Secret des sept chevaucheurs, Rageot, coll. « Cascade 11-13 », 2003
- Loveblind, la justice des ténèbres, Gallimard, coll. « Folio junior » no 1349, 2004
- Marvin a kidnappé le président..., Magnard, coll. « Tipik junior », 2004
- La Main du destin, Rageot, coll. « Remake », 2005 ; réédition sous le titre Trois cartes à abattre, Rageot, coll. « Heure noire », 2010
- Le Département du diable, Flammarion, coll. « Tribal », 2009
- Dracula, adaptation du roman de Bram Stoker par Michel Honaker, Flammarion coll. « Jeunesse », 2012
- Le Val de la morte embrassée, Flammarion, 2013
- Vingt mille lieues sous les mers, adaptation du récit de Jules Verne par Michel Honaker, Flammarion (coll. Jeunesse), 2013
- Carabosse : la légende des cinq royaumes, Flammarion, coll. « Grands Formats », 2014
- L'Île mystérieuse, adaptation du récit de Jules Verne par Michel Honaker, Flammarion (coll. Jeunesse), 2014
- Ghost City, Rageot, 2015
- Tsar!, Mijade, 2020
- La couronne des sept, Mijade, 2020
- Iliade, Mijade, 2021
- Mémorandum, Mijade, 2021

### Biographies de compositeurs
- Bach. La Cantate des anges, Rageot, coll. « Cascade Musique », 1996
- Beethoven. La Symphonie du destin, Rageot, coll. « Cascade Musique », 1996
- Chopin. Nocturne pour une passion, Rageot, coll. « Cascade Musique », 1996
- Haydn. Le Musicien des princes, Rageot, coll. « Cascade Musique », 1997
- Mozart. Concerto pour un magicien, Rageot, coll. « Cascade Musique », 1997
- Schubert. Le Chant des aulnes, Rageot, coll. « Cascade Musique », 1997
- Berlioz. La Mélodie fantastique, Rageot, coll. « Cascade Musique », 1998
- Wagner. L’Opéra des tempêtes, Rageot, coll. « Cascade Musique », 1998
- Tchaïkovski. La Valse des maudits, Rageot, coll. « Cascade Musique », 1999
- Mozart. Une petite musique de vie, Rageot, 2013

## Récompenses et distinctions
- 1993 : Prix Totem pour Croisière en meurtre majeur (Rageot, 1993)
- 1993 : Grand prix des lecteurs Je bouquine, pour Le Prince d'ébène
- 2010 : Prix des Mordus du polar des bibliothèques de la Ville de Paris pour Le Département du diable (Flammarion, coll. « Tribal », 2009)
- 2012 : Prix NRP de littérature jeunesse pour L'Agence Pinkerton, Tome 1 : Le Châtiment des Hommes-tonnerre (Flammarion, 2011)

### Sources
- Claude Mesplède, Dictionnaire des littératures policières, vol. 1 : A - I, Nantes, Joseph K, coll. « Temps noir », 2007, 1054 p. (ISBN 978-2-910-68644-4, OCLC 315873251), p. 1003-1004.